# Борсуки (річка)
Борсуки — річка в Україні у Самбірському районі Львівської області. Права притока річки Стривігор (басейн Дністра).

## Опис
Довжина річки приблизно 8,71 км, найкоротша відстань між витоком і гирлом — 6,80  км, коефіцієнт звивистості річки — 1,28 . Формується притоками та багатьма безіменними струмками.

## Розташування
Бере початок на південно-західних схилах безіменної гори (752,3 м). Тече переважно на північний захід хвойним лісом через села Лібухова та Терло і впадає у річку Стривігор, ліву притоку річки Дністра.

## Притоки
- Лисівка (ліва), Смеречанка (права).